# Macieira (Santa Catarina)
Pour les articles homonymes, voir Macieira.
Macieira est une ville brésilienne de l'ouest de l'État de Santa Catarina.

## Géographie
Macieira se situe par une latitude de 26° 51′ 20″ sud et par une longitude de 51° 22′ 41″ ouest, à une altitude de 880 mètres.
Sa population était de 1 826 habitants au recensement de 2010. La municipalité s'étend sur 260 km2.
Elle fait partie de la microrégion de Joaçaba, dans la mésorégion Ouest de Santa Catarina.

## Villes voisines
Macieira est voisine des municipalités (municípios) suivantes :
- Água Doce ;
- Salto Veloso ;
- Arroio Trinta ;
- Caçador.